# Klaeng District Stadium
Das Klaeng District Stadium ist ein Fußballstadion im thailändischen Landkreis Klaeng in der Provinz Rayong. Es war 2012 ist die Heimspielstätte des Fußballvereins Pluakdaeng United FC. Die Anlage bietet 3000 Zuschauern Platz. Der Eigentümer und Betreiber des Stadions ist der Klaeng District.